# Madonna di Provenzano
Pour les articles homonymes, voir Provenzano.

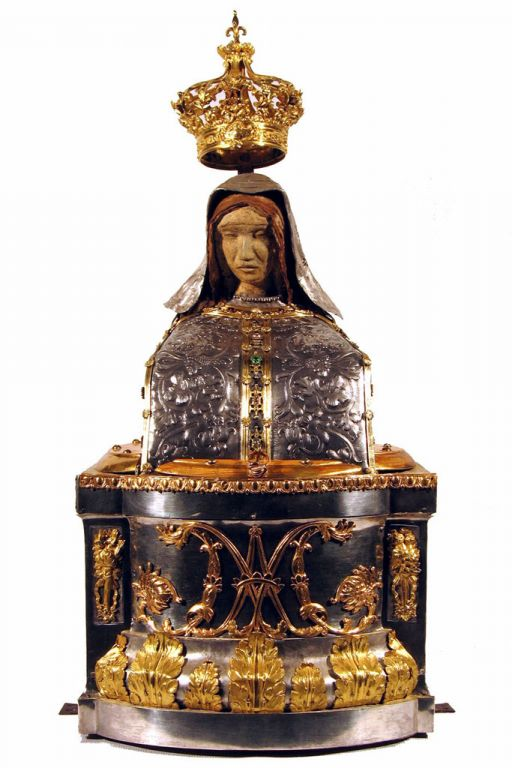
Buste de la Madonna di Provenzano.

La Madonna di Provenzano (Vierge de Provenzano) est un buste en terre cuite situé dans l'église Santa Maria di Provenzano de Sienne représentant la Vierge, sainte patronne de la ville. Le Palio de Sienne du 2 juillet, dit « Palio di Provenzano », lui est dédié.
L'église Santa Maria di Provenzano à Sienne, de style maniériste a été construite sur l'ancienne demeure du condottiere Provenzano Salvani, cité par Dante Alighieri dans ses Voyages dantesques.

## Sources
- (it) Cet article est partiellement ou en totalité issu de l’article de Wikipédia en italien intitulé « Madonna di Provenzano » (voir la liste des auteurs).